# Карлос Фієрро
Карлос Фієрро (ісп. Carlos Fierro, нар. 24 липня 1994, Аоме) — мексиканський футболіст, фланговий півзахисник клубу «Гвадалахара».
Виступав, зокрема, за олімпійську збірну Мексики.
Володар Кубка Мексики. 

## Клубна кар'єра
Вихованець юнацької команди футбольного клубу «Гвадалахара» в складі якої дебютував і на професійному рівні в 2011 році. У складі клубу провів п'ять сезонів, взявши участь у 121 матчі чемпіонату. Більшість часу, проведеного у складі «Гвадалахари», був основним гравцем команди.
Протягом 2016 року захищав кольори команди клубу «Керетаро» (перебував тут на правах оренди).
До складу клубу «Гвадалахара» повернувся 2017 року. Відтоді встиг відіграти за команду з Гвадалахари 17 матчів в національному чемпіонаті.

## Виступи за збірні
2011 року дебютував у складі юнацької збірної Мексики, взяв участь у 7 іграх на юнацькому рівні, відзначившись 4 забитими голами.
2012 року залучався до складу молодіжної збірної Мексики. На молодіжному рівні зіграв у 3 офіційних матчах.
2016 року захищав кольори олімпійської збірної Мексики. У складі цієї команди провів 5 матчів, забив 2 голи. У складі збірної — учасник футбольного турніру на Олімпійських іграх 2016 року у Ріо-де-Жанейро.

## Титули і досягнення

### Командні
«Гвадалахара»
Володар Кубка Мексики (2): 2015, 2017
«Керетаро»
Володар Кубка Мексики (1): 2016

### Збірні
- Чемпіон світу (U-17): 2011
- Чемпіон КОНКАКАФ (U-20): 2013